# Vattendrag i Sverige som utmynnar i Kvarken
Det är en lista över vattendrag i Sverige som mynnar i Kvarken. Havsmynnande vattendrag står längst till vänster och biflöden längre till höger. Med (*) betecknas källflöden till resp. vattendrag.
| Vattendrag med biflöden | Karta |
| --- | ----- |
| Sävarån - Pålböleån - Gravan - Norsån - Ekån - Knipån |       |
| Täfteån |       |
| Tavelån - Holmbäcken - Fällforsån - Hjuksvallbäcken - Västerån* - Österån* - Degerdalsbäcken - Sågbäcken* |       |
| Umeälven - Tvärån - Smörbäcken - Idebäcken - Bodbäcken - Vindelälven - Rödån - Bubergsån* - Blåkullån* - Krycklan - Åhedbäcken - Kulbäcken - Hjuksån - Storkvarnbäcken - Mjösjöån - Pyltbäcken - Ekorrbäcken - Arvån - Maltan - Åman - Månsträskån - Ruskån - Vormbäcken - Rökån - Bjurbäcken - Sillbäcken - Gargån - Mattjokbäcken - Laisälven - Östra Lairobäcken - Dellikälven - Skoronbäcken - Graptajåkkå - Mattarujåkkå - Viejeströmmen - Barasjåkkå - Hurasjåkkå - Dadtjajåkkå* - Glibbojåkkå - Vuordnajåkkå* - Aldarjåkkå - Aksjojåkkå - Verdejåkkå - Västra Lairobäcken - Jertsjåkkå - Lolokjåkkå - Låktajåkkå - Vuvosjåkkå - Tjulån - Tvärån - Trinnan - Hjoggsjöbäcken* - Mobäcken* - Pengån - Hasabäcken - Holmbäcken* - Ramsan - Satmyrån - Korbebäcken* - Skivsjöån* - Skuran* - Vidbäcken - Byssjan - Gäddbäcken - Tannån - Lycksbäcken - Stenträskbäcken - Rusbäcken - Paubäcken - Juktån - Gunnarbäcken - Starburbäcken - Dergajokk - Mejvanbäcken - Joranbäcken - Storbäcken - Namonsbäcken - Streikbäcken - Fianbäcken - Laisbäcken - Mattasjöbäcken - Gardsjöbäcken - Kirjesån - Vasksjöån - Gejmån - Tärnaån - Vuoppejukke - Ältsån* - Jovattsån - Tängvattsån - Syterbäcken |       |